# Тимофеевка песчаная
Тимофеевка песчаная (лат. Phleum arenarium) — вид однодольных растений рода Тимофеевка (Phleum) семейства Злаки (Poaceae). Таксономическое название было впервые опубликовано шведским систематиком Карлом Линнеем в 1753 году.

## Распространение и среда обитания
Растение известно из Европы, Северной Африки, Западной Азии и Австралии.

## Ботаническое описание

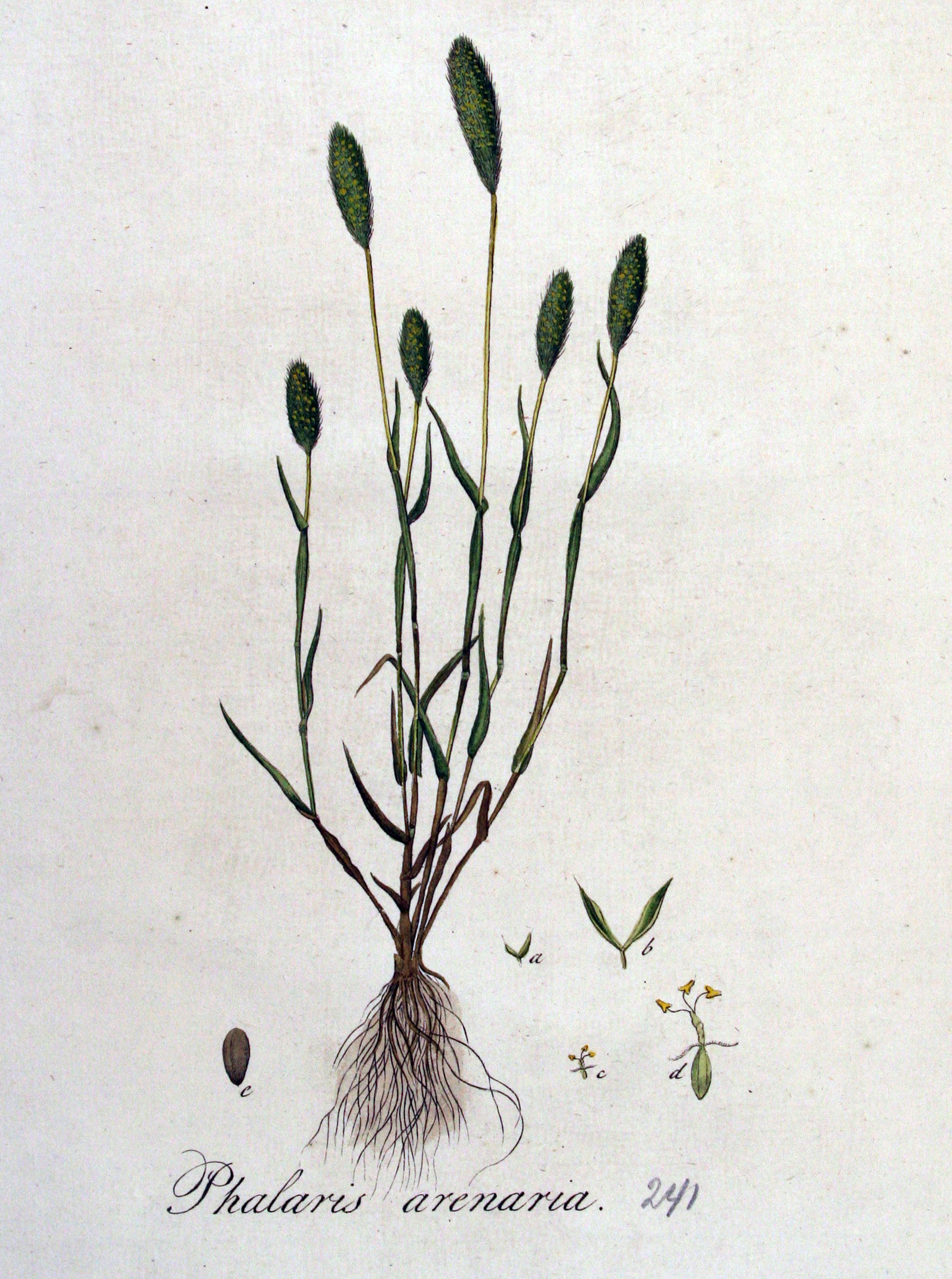
Ботаническая иллюстрация

Однолетнее травянистое растение высотой 1—20 см.
Листья гладкие, линейной или ланцетной формы.
Соцветие — колос, несущий мелкие цветки зелёного цвета.
Плод — зерновка жёлтого цвета.
Цветёт в июне.
Число хромосом — 2n=14.

## Охранный статус
Занесена в Красную книгу Латвии. В этой стране тимофеевка песчаная довольно редка, и встречается только на крайнем северо-западном побережье.

## Синонимы
Синонимичные названия:
- Achnodon arenarius Link
- Achnodonton arenarium Trin.
- Chilochloa arenaria (L.) P.Beauv.
- Crypsis arenaria Desf.
- Phalaris arenaria (L.) Huds.
- Phalaris phleoides Steud. nom. inval.
- Phleum arenarium subsp. caesium H.Scholz
- Plantinia arenaria (L.) Bubani
- Poa arenaria (L.) Willd. ex Spreng.